# Földtani térkép

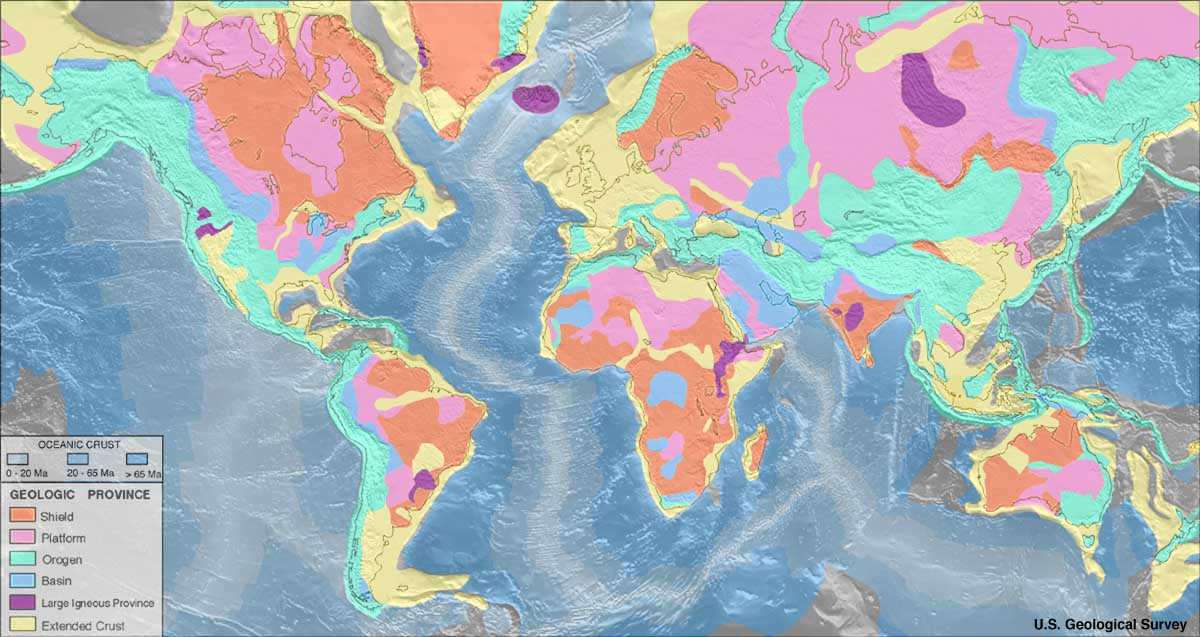
Globális geológiai provinciák térképe

A földtani térkép a tematikus térképek egyik fajtája. Tartalma szerint a geológia, műfaja szerint a kartográfia tudománykörébe sorolható. A földtani térkép a földfelszín képződményeit, vagy a felszín alatt található geológiai szempontból jelentős, eltemetett képződményeket mutatja be a kartográfia műfaji eszközeivel.

A szilárd felszínű földönkívüli égitestek esetében a geológiai térkép elnevezés használatos.

## A kezdetek
A földtani térképészet kezdete jelenlegi ismereteink szerint egybeesik a tematikus kartográfia kezdetével is. Az első ismert földtani (és tematikus) térképet, a torinói térképpapiruszt az ókori Egyiptomban készítették időszámításunk előtt 1150 körül IV. Ramszesz uralkodása idején. A térkép  építő- és díszítőkő, illetve aranybányák lelőhelyét ábrázolja.

## A földtani térképek csoportosítása
A földtani térképek szerkesztési módszereik alapján négy csoportba sorolhatók:
1. Az eredeti terepi észlelésekből szerkesztett térképek (röviden eredeti térképek) általában nagy méretarányúak (1:5000 – 1:10000).
2. A levezetett térképek egy, vagy több eredeti térkép kisebb méretarányú (1:25000-től) átdolgozásai.
3. A reambulációs térképek a két előző csoport átmenetét képezik, azaz egy, vagy több eredeti térkép terepi módszerekkel javított átdolgozásai.
4. A fotógeológiai térképek olyan kis méretarányú (1:100000-től) észlelési térképek, amelyek feltáratlan, nagy kiterjedésű területekről (pl. sivatagok, szilárd felszínű földönkívüli égitestek) készültek légi-, vagy űrfotók kiértékelésével és terepi ellenőrzésével.

## A földtani térkép készítése
Hagyományosan a földtani térkép szerkesztési folyamatának első állomása a terepi észlelés. Ennek során a szakember egy terepi tájékozódásra alkalmas térképpel bejárja a helyszínt, majd a földtani képződményeket feltünteti az ú.n. felvételi térképlapon.
A terepi munka kiegészítéseként kutatófúrások és geofizikai mérések is készülhetnek. Sok esetben a fúrási és geofizikai adatok korábbi kutatások során készültek és felhasználásuk a készíttető engedélyéhez kötött. Terepi munkára akkor is szükség van, ha korábban készültek előzetes térképvázlatok légi-, vagy űrfotók alapján.

A terepi megfigyeléseket részletes laboratóriumi anyagvizsgálat egészíti ki, amely a kőzetek minőségének, korának, az esetleges nyersanyagok jelenlétének pontosítására szolgál.
Az adatok alapján a geológiai képződmények elterjedési határai és szerkezeti jelenségei a térképen megszerkeszthetők.

A szerkesztés legtöbbször magán a felvételi térképlapon történik. A szerkesztés módja lehet hagyományos, vagy digitális. Hagyományos szerkesztésnek a kézzel történő térképrajzolást nevezzük, amely egészen a legutóbbi időkig szinte kizárólagos módszere volt a terepi geológusoknak. Digitális módszernek a számítógép képernyőjén történő szerkesztést nevezzük. Utóbbit ma már sok esetben 3D modellezésre is alkalmas szoftverrel végzik, amely lehetőséget ad az összes rendelkezésre álló térbeli információ (pl. fúrások és geofizikai adatok) felhasználására.

## A földtani térkép jelkulcsa
A földtani térkép (és más térképek) jelkulcsa nem azonos a térképen nyomtatásban látható jelmagyarázattal.
- A jelkulcs az összes térképi elemet tartalmazza a földrajzi nevektől a domborzatvonalakon keresztül, a geológiai képződményekig.
- A jelmagyarázat ezekből sokat elhagy, mivel a térképhasználók korábbi ismereteikre hagyatkozva felismerik a térképi objektumok egy részét magyarázat nélkül is.

Jellemzően a jelkulcs nagy részét (gyakran több mint 90%-át) a különböző földtani képződmények egyedi ábrázolásmódja teszi ki. Mivel ezek felületekként jelentkeznek a térképen, felismerésük és elkülönítésük érdekében egyedi, és jellegzetes színekkel vagy mintázattal (felületi jellel) kell ábrázolni. Egy térképen akár 100-nál több különböző kőzettípus is szerepelhet, amelyek elkülöníthető és olvasható ábrázolása a tematikus kartográfia egyik legnagyobb kihívása.
A földtanban használatos geokronológiai skála különböző korokra hagyományos színeket használ ezek nemzetközileg elfogadott, de nem pontosan definiált színek, így különböző térképeken más-más színárnyalatokban jelenhetnek meg azonos képződmények.

A színezés és a felületi jelek használata mellett a képződményeket betűvel és számmal is azonosíthatják, amelyet a jelmagyarázatban a színekkel együtt tüntetnek fel.

| Szöveges jel | Földtani nevezéktanban használatos elnevezés | Köznyelvben használatos elnevezése                |
| ------------ | -------------------------------------------- | ------------------------------------------------- |
| dQp          | Deluviális üledékek                          | Lejtőüledék                                       |
| pQp          | Proluviális üledék                           | Időszakos vízfolyások üledéke                     |
| eQp3h        | Futóhomok                                    | Futóhomok                                         |
| fT2          | Felsőörsi Mészkő Formáció                    | Felsőörsi mészkő, középső triász mészkő           |
| bP2          | Balatonfelvidéki Homokkő Formáció            | Balatonfelvidéki vörös homokkő, perm vöröshomokkő |

A tematikus kartográfia módszerei közül a felületi színezésen kívül, a földtani térképen megtalálhatók még:
- a mozgásvonalak, mint pl. a törésvonalak mentén elmozduló kőzettestek relatív mozgásirányának jelzői,
- a pontszerű jelek, mint pl. az üledékes rétegek dőlésirányának, vagy a kutatófúrások helyének jelölői,
- és esetenként az izovonalak, mint a képződmények vastagságának, vagy felszín alatti mélységének jelölői.

A számítógépen megjelenített, térinformatikai adatbázis-háttérrel rendelkező földtani térképek esetén nincs akadálya annak, hogy a jelkulcs minden eleme lekérdezhető legyen, így ezekben az esetekben nincs értelme a fogalmak megkülönböztetésének.

## A földtani térkép típusai
A földtani térképek tartalma a térkép felhasználási céljától függően különböző lehet. Ezek alapján különböző térképtípusok fordulhatnak elő.
- Fedett földtani térkép: a felszínen megtalálható geológiai képződményeket ábrázolja.
- Szinttérképek: nagyobb lepusztulási események (pl. eljegesedések, hegységképződések) korát idéző földtani képét mutatja be.
  - Fedetlen földtani (pre-kvarter) térkép: a felszínközeli (általában negyedidőszaki) képződmények alatti földtani képet ábrázolja.
  - Harmadidőszak előtti (pre-tercier) térkép: a harmadidőszaki képződmények elhagyásával szerkesztett földtani térkép.
- Észlelési földtani térkép: a földtani észlelési helyszíneket feltüntető térkép.
- Fúrástérkép: a kutatófúrások helyszínét, a fúrások mélységét, illetve az átfúrt képződményeket feltüntető térkép.
- Szerkezetföldtani térkép: a földtani törésvonalakat ábrázoló térkép.
- Vízföldtani térkép: a felszíni vizeket, a felszín alatti víztesteket és a mesterséges vízföldtani objektumokat (pl. kutakat) bemutató térkép.
- Geokémiai térkép: a terepen begyűjtött minták kémiai elemzési eredményeinek minőségi (pontszerű jelek) és/vagy mennyiségi (folytonos felületi színek) bemutatására szerkesztett térképek.

A típusok között gyakori a keveredés és az átmenet (pl. észlelési és fedetlen földtani térkép a fúráspontok és a szerkezeti vonalak feltüntetésével).

Egy adott területről készült különböző típusú térképek összessége a földtani térképsorozat.
A földtani térképsorozat elnevezés egy adott térképtípus nagyobb területet bemutató térképeinek összességére is vonatkozhat (pl. Magyarország 1:100000 méretarányú földtani térlépsorozata).

Ha a térképsorozat lapjai összefűzött, kötött formátumúak, akkor földtani atlasznak minősülnek.

## Magyar vonatkozások
Magyarország első metrikus földtani térképét F.S. Beudant francia mineralógus szerkesztette 1822-ben a Balaton-felvidékről 1:100 000 méretarányban.

Az ország területének geológiai feltérképezése 1869-óta a Magyar Állami Földtani Intézet (korábban Magyar Királyi Földtani Intézet) feladata.